# Enigma Peak
Der Enigma Peak (englisch für Mysteriumsspitze) ist ein rund 1000 m hoher Berg auf der westantarktischen Rothschild-Insel. Er ragt aus dem Gebirgskamm Fournier Ridge in den Desko Mountains auf.
Der deutsch-baltische Seefahrer Fabian Gottlieb von Bellingshausen sichtete den Berg möglicherweise 1821 bei seiner Antarktisfahrt (1819–1821). Auch der französische Polarforscher Jean-Baptiste Charcot erblickte ihn vermutlich 1909 im Rahmen der Fünften Französischen Antarktisexpedition (1908–1910), ebenso wie Teilnehmer der British Graham Land Expedition (1934–1937) unter der Leitung des australischen Polarforschers John Rymill. Luftaufnahmen entstanden bei der United States Antarctic Service Expedition (1939–1941) und bei der Ronne Antarctic Research Expedition (1947–1948). Diese dientem dem britischen Geographen Derek Searle vom Falkland Islands Dependencies Survey im Jahr 1960 für eine Kartierung. Präzisiert wurde diese anhand von Landsataufnahmen aus dem Jahr 1975. Das UK Antarctic Place-Names Committee benannte ihn 1961 so, da seine Identifizierung mit zahlreichen Mühen verbunden war.